# Tiffanylampe
En tiffanylampe er en type lamp med en lampeskærm af glasmosaik. Mange af de originale tiffanylamper blev designet af Louis Comfort Tiffany eller hans kolleger. Glasstykkerne sættes sammen med kobberfolie i stedet for
bly, der normalt bruges til glasmosaikker. Tiffanylamper bliver normalt betegnet som værende en del af Art Nouveau-bevægelsen.
Et stort antal design og udformninger blev produceret fra 1893 og fremefter.
Som følge af Tiffanys dominerende indflydelse på stilen bliver betegnelsen tiffanylampe ofte brugt til at omtale alle typer lamper med lampeskærme i glasmosaik, selv dem, som ikke er fremstillet af Tiffany Studios.
Den første tiffany-lampe blev udstillet i 1893, og det antages at den blev fremstillet dette år. Hver lampe blev fremstillet af specialiserede håndævrkere. Designet var ikke, som det blev troet i over 100 år, oprindeligt afLouis Comfort Tiffany, men kunstneren Clara Driscoll, som blev identificeret og anerkendt i 2007 af professor Martin Eidelberg fra Rutgers som værende designeren bag de mest kreative og værdifulde lamper fra Tiffany Studios.